# Дворец Никая
Дворец Никайя (фр. Palais Nikaïa) — крытый концертный зал и многоцелевое сооружение, расположенное в Ницце, Франция. Он открылся 4 апреля 2001 года и расположен в пяти минутах езды от международного аэропорта «Ницца Лазурный Берег».
Сам по себе Дворец Никайя вмещает от 1500 до 6250 человек в зависимости от конфигурации, с максимальной вместимостью 9000 человек, включая тех, кто стоит. Однако, по уникальному расположению, он расположен рядом с открытым стадионом Шарля-Эрманна, между ними установлены раздвижные стеклянные двери, которые в сочетании могут использоваться для проведения очень больших концертов с посещаемостью до 50 000 человек и более.

## Мероприятия
Depeche Mode выступили в концертном зале 4 мая 2013 года, во время своего тура Delta Machine, перед аншлаговой толпой в 9 904 человека.
В дополнение к концертам во Дворце Никайя могут проводиться различные шоу, спортивные мероприятия, съезды.
Здесь проходил конкурс «Детское Евровидение-2023».